# 庶子
庶子（しょし）は、正室ではない女性から生まれた子供を指す語。結婚（婚姻）制度の確立により生じた概念である。そのような制度が確立していない社会においては、母親の身分や両親の関係によって区別を受けた以外に嫡出庶出といった区別は意味を持たなかった。
結婚制度は、（1）相続権・親族関係の明確化といった世俗的な要求と、（2）性交渉に拘わるモラルの確立といった道徳的・宗教的な要求から生じて来たものであり、その枠外である庶子は、世俗的権利とモラルの両面において嫡子との間で差別を被ることになる。
大小の差別を受けるにも拘わらず、庶子が存在したのは次のような理由が考えられる。
- 相続が認められる社会においては跡継ぎの確保、認められない社会においても一門の繁栄という観点から。相手は側室等。
- 多くの時代において結婚は、影響力や財産の確保を目的とした家同士のつながりにより行われたため、身分差などで結婚出来ないとき。相手は愛人・妾等。
- 聖職者等、父親が妻帯できない職業の場合。

本来、「庶子」という語は広く婚外子を指す語であるが、その中でも「側室や妾が生んだ子供」という意味も持っているため、現代では差別的であるとして通常使われていない。1942年に改正されるまでの民法においては、父親が認知した婚外子を「庶子」、認知していない婚外子を「私生児」と呼んだ。1942の年民法改正後では「嫡出でない子」、特に近年では「婚外子」という語が用いられている。嫡出の項を参照。

## 日本
日本で最初に嫡子と庶子の身分的差異を明らかにしたのは律令制における蔭位であるとされる。正室のほかに複数の側室を持っていた当時の貴族社会では公に認められた正妻の内、最初に婚姻した妻を嫡妻、嫡妻の生んだ長子を嫡子と定めた。蔭位は父祖の位によって子、孫に与えられる位階を定めたものだがこの中で嫡子と庶子に明確な差をつけた。このため貴族は自らの系図を作成し、いかに自分の先祖が高位であったか、いかに自分の家系が嫡流であるかをアピールした。
しかし11世紀ごろから律令制が形骸化し、貴族社会から武家社会に時代が移行すると家の興廃を左右する嫡男の概念は変化する。実力や生母の家柄によって子供の中から嫡男が指名されるようになり、状況によって一度嫡子とされたものが廃嫡し、正室以外の子供でも認められれば立嫡を経て嫡子として扱われた。嫡子以外すなわち庶子は家臣となって分家し、庶家を立て、庶流を形成した。嫡流の当主は氏長者として一門を統率したが、庶流の中には嫡流に従うばかりではなく、凌駕して取って代わるものも出た。下克上である。
日本の武家社会（及びその影響下にある社会）においては嫡男以外の家督相続権のない男子のことを庶子といい、この場合正室の子供であるなしは関係なく、長男が嫡男とは限らない。嫡男は総領などと呼ばれ、庶子は分家して庶家となり、庶流を形成することがあった。
戦国時代においては奇しくも3人の天下人（織田信長、豊臣秀吉、徳川家康）の跡継ぎはいずれも庶子から立嫡した身である（信長、秀吉は正室との間に子がなく、家康は正室築山殿との間に信康がいたが若くして自害している）。やがて戦国時代が終わりを告げると、徳川家康は改めて長子相続の原則を明らかにした。
江戸時代に入り社会が安定すると、本来の嫡男が病弱などの理由で他家や親戚筋から養子を迎える例が多くなり、場合によっては西条藩のように嫡子の松平頼雄が廃嫡され、庶子の松平頼致（のちの徳川宗直）が家督相続することすら起こるようになる。これは単純な血統の存続よりも「家」の存続を第一に考える日本の考え方や江戸幕府による末期養子への制限、徳川将軍家や大名家の子の死亡率が高かったなどによるものである。このことによって兄弟の二・三男や庶出子にも出世のチャンスがめぐってくる確率が増えた。一方「家」にとっては優秀な人材をリクルートするチャンスでもあった。しかし養子の話がまとまらない者は「部屋住み」「厄介」などと呼ばれ肩身の狭い思いを余儀なくされた。徳川8代将軍徳川吉宗は、紀州藩主徳川光貞が57歳のときに湯殿番であった於由利の方に生ませた子である（側室の子）。徳川将軍家において正室の子は家康・家光・慶喜の3名のみである。そのうち御台所の子は家光のみである。江戸時代の将軍に限らず、諸藩大名もほとんどは庶子出身であったとされ、正室出生の人物の方が少ないといえるが、多くの場合は正室の養子とされることで、名目上の家督相続の正当性を保たせた。

### 平重盛の息子
九条兼実の日記『玉葉』によれば、嘉応2年（1170年）当時平重盛の嫡男は資盛（次男）であると記されている。ところが8年後には、重盛の嫡男は異母兄の維盛（長男）であると記されている。記録を見ても、資盛の母は下総藤原氏の出と判明しているのに対し、維盛の母は『尊卑分脈』では官女としか書かれておらず、素性が知れない女性と推定されている。角田文衞によれば維盛の母は重盛の室の1人の平時信の娘で、平時子たちの姉妹の内裏女房の坊門殿と呼ばれていた女性ではないかと書いている。
また嘉応2年当時における資盛の官位が維盛のそれよりも高かったことを考慮すると、これは兼実の誤りではなく、庶子であった維盛が立嫡を経て、資盛に替わる嫡子に立てられたと見るべきである。一方、洞院公賢が編した『皇代暦』には、小松家（重盛の家系）を相伝したのは資盛と書かれている。これは維盛の岳父の藤原成親が鹿ケ谷の陰謀に関わって失脚したために維盛が政治的な後ろ盾を失い、その後の小松家では実権が資盛に移ったためだと考えられる。
他にも重盛の正室で成親の妹の経子の長子で重盛の三男だった清経も、叙爵や禁色を許された年齢が兄2人より早かった。しかし維盛と同じく成親が岳父だった事と、母親が成親の妹の経子だった事もあってか、鹿ケ谷以降は官位の昇進が遅くなっており、兄2人と違って公卿には至っていない。

### 北条泰時と北条朝時
鎌倉幕府2代執権北条義時の正室は有力御家人・比企氏の一族で美女の誉れ高い姫の前で、義時は1年もの間文を送ったがなびかず「絶対に離縁しない」旨の起請文を入れ、源頼朝に仲介を頼んでようやく正室に迎えた。義時の長子は泰時であったが、姫の前の子朝時（名越朝時）が嫡男として扱われた。しかし朝時は、3代将軍源実朝の正室（西八条禅尼）の官女に艶書を届けていたことが露見して実朝の怒りを買い、失脚した。義時は朝時を義絶、庶長子の泰時を嫡男とした。父・義時が急死すると泰時が得宗家を相続し、3代執権となった。
一方、朝時は蟄居を命ぜられていたが戦功を挙げて許され、鎌倉に帰参する。庶流に下った朝時の系統は名越流として一門に列したが、宮騒動や二月騒動などでたびたび得宗家に反目したという。

### 井伊直弼
安政の大獄を行って大勢の志士を処刑し、桜田門外で暗殺された幕末の大老井伊直弼は、彦根藩主・井伊直中の十四男として生まれた。母は側室お富の方。生まれた時には兄直亮が既に藩主となっており、直弼は300俵の捨扶持を受け、井伊家控え屋敷「尾末町御屋敷」で部屋住みとして暮らした。
20歳のとき養子の話があるというので異母弟の政義と共に江戸に出向いたが、縁組が決まったのは弟だけであり、自分は失意のうちに彦根に戻った。直弼が暮らした尾末町御屋敷は屋敷とは名ばかりの、大名の家族としてはひどく質素な生活だったと言う。直弼はその尾末町屋敷を「埋木舎（うもれぎのや）」と呼び、逆境の中に再起を期して刻苦した。その日記が「埋木舎の記」である。また藩の役人である付人が書いた記録が通称「庶子屋敷日記」として彦根城博物館に収められている。32歳の時、兄・直亮の世子直元が死去し、急遽、兄の養子として藩の後継者に抜擢される。35歳で彦根藩主を継ぎ、当時としては遅咲きの花を咲かせることになる。
直弼が部屋住みとして過ごした15年間の記録は、大名家の庶子がどのような生活をしていたかを知る貴重な資料として注目されている。

## 朝鮮
李氏朝鮮においては、その歴史を通じて庶子（서얼、庶孽）は差別され、虐げられてきた。朝鮮の基本法典である『経国大典』によれば、父親が両班であっても、庶子は出世の道である文科挙を受験することが出来ない。武科挙と、専門職の官吏を選ぶ試験は受験することができたが、朝鮮では武官の身分は文官に比べて低く、また専門職の官吏は中人という両班と常民の中間の身分の人間がなるものだとされていた。この中人と庶子を合わせて「中庶」という表現があったほど、庶子の身分は制限されていた。
また奴婢随母法によって母親が奴婢階級であれば奴婢として、常民であれば常民として一生を過ごさなければならなかった（父が功臣、王族の場合には除外）。ハングルによる最初の小説である『洪吉童傳』には「父を父と呼ぶことすら許されない」と庶子である主人公・洪吉童が、その身の上を嘆く場面がある。奴婢の女中を母に持つ主人公は父を「アボジ（お父さん）」ではなく「ナーリ（旦那様）」と呼ばなくてはならなかった。
その一方、庶子であることを理由に養育を放棄される（捨てられる）ことはなく、文化的教育も十分に受けることが出来た。儒教では特に先祖の祭祀を男子が行うとするため、男系男子の保存という役割を期待されるからであるが、人並み外れた能力と才気をもって生まれた洪吉童にとってこれは“飼い殺し”であった。そしてそんな状況はなにも物語の上だけのことではなかった。

### 太宗と鄭道伝
高麗までなかった差別ができたのは、太宗の政敵だった鄭道伝が庶子だったからだと言う。李氏朝鮮は高麗王朝を易姓革命によって打倒し樹立した政権であるが、初代李成桂に対し、建国の功臣・鄭道伝は「宰相論」を展開した。それは、世襲の国王は君子とは限らないが、宰相を中心とする士大夫が実権を握り、政治をリードすれば、国王が暗愚でない限り国家は安泰だというものだった。
李成桂（太祖）はその意見を容れ、建国1か月にして第2夫人康氏との間に生まれた、当時わずか11歳の李芳碩を王世子に指名した。同時に政権樹立に功績があり、強力な王権こそが国家の安定に不可欠だと主張していた五男・李芳遠（太宗）を遠ざけた。
鄭道伝と意見が対立し、しかも建国時の功績まで無視された李芳遠は、武力クーデターによって異母弟・李芳碩と政敵・鄭道伝を暗殺し、政治の実権を握る。これが第一次王子の乱である。このように国が乱れたのは、第2夫人康氏の子・李芳碩を世子にたてたこと、それを上申した鄭道伝が庶子の生まれであったことが原因だと上疏する者があった。国王の座に着いた李芳遠はそれを受け入れ、庶子に対する人材登用の道を一切断ってしまった。後に宣祖によって御批（国王の直接裁可）が発せられ、庶子に対する差別は書面上は消滅する。しかし実際の差別と屈辱は李朝が崩壊するまで消えることはなかった。

### 洪吉童と庶孽党
『洪吉童傳』は17世紀初頭に許筠によって書かれた小説であり、大官の庶子である主人公・洪吉童が道術を身につけ、庶民を苦しめる貧官汚吏を懲らしめる物語である。現在でこそどうということはない勧善懲悪ものだが、身分制の厳格な当時としてはおよそ考えられない危険思想だった。ましてやその著者である許筠は、国王の側近でもある高官であった。
許筠の詩作の師匠、李達は「三唐詩人」とも呼ばれた第一人者だったが、庶子出身ゆえに官職を得ず、不遇に終わったとされる。許筠は当時の硬直した儒教社会に批判的な眼を向けた。許筠は両班の庶子で組織された庶孽党と交際し、庶子の差別撤廃を公然と主張した。しかしその主張は容れられず、庶孽党は富商を襲って金品を強奪するなど暴徒化する。
物語中の洪吉童は仲間とともに国を捨て海を渡り、理想国家を建設する。しかし許筠は理想国家を建設することは出来なかった。1618年、無名の儒者の讒訴によって4名の同志とともに処刑された。50歳だった。

## ヨーロッパ
キリスト教の影響下においては、嫡出が庶出に優先する考えは古くからあったが、庶子が完全に相続権を失ったのはローマ教会の影響力が強化する11世紀頃からだった。ノルマンディー公を相続したウィリアム1世（後にイングランド王）はその過渡期で、王位を継ぐことはできたが、何人かの対抗者との戦いに勝ち抜かなければならなかった。
ローマ教皇の最盛期と言われる12、13世紀の西欧において庶子で王位についたのは、例えば教皇派と皇帝派の対立の舞台となったシチリア王国において、タンクレーディ（教皇派の支持）・マンフレーディ（皇帝派の支持）が嫡出の王位請求者を押し退けて即位している。ローマ教皇の権威が低下した14世紀以降にはエンリケ2世、ジョアン1世などの例が増えて来るが、前王朝の継承者ではなく新王朝の創始者として見なされている（トラスタマラ朝・アヴィス朝）。
近世以降になると実力で王位を奪う例が少なくなり、議会などの認可を受けて王位継承順位に沿って継承が行われるようになったため、庶子が王になることは少なくなった。しかし、庶子であるかどうかは教会の認定次第という面があり、婚姻の無効により嫡子だった者が庶子に落とされたり、結婚の事実があったと認定され、庶子が嫡子とされることもあった（後述参照）。
しかし継承権を有さないためにかえって、警戒心を持たれず親族として重用され、実力者として実権をふるった者もいる。ただし表向き王の子として扱われても、裏では「不貞の子」という目で見られることもあった。
一方、庶民においては、様々な社会的差別を受け、貧困などにより死亡率は高かったと言われる。19世紀頃から人権意識が高まり差別は減少していったが、公的差別がほとんどなくなるのは20世紀になってからである。

### ネポティズム
中世ヨーロッパのカトリックにおいて聖職者は様々な特権を持っており、司教や修道院長といった上級の聖職者は、世俗諸侯と変わらない権力を持っていたが、結婚して跡継ぎの子供（嫡出子）を作ることは認められていなかった。このため、親族の子供（甥）に様々な便宜を与えたり、実質的な後継者とすることが行われ、これをネポティズム(nepotism)と呼んだが、密かに作った庶子を甥と偽ることもあった。ルネサンス期になると半ば公然と行われ、代表例が教皇アレクサンデル6世の庶子、チェーザレ・ボルジアである。

### メアリー1世とエリザベス1世
出生時は庶子とされなかったが、情勢の変遷によっては以下のような扱いを受けることがあった。イングランド王ヘンリー8世は王妃キャサリンとの間に男子に恵まれず、離婚してキャサリンの侍女だったアン・ブーリンと結婚しようとした。しかしカトリックは基本的に離婚を認めない上に、キャサリンとの結婚も「死去した実兄の妻との再婚」という教義上の禁止事項を特別措置として許可していた過去があったことなどから、教皇庁は離婚を許可せず、このためヘンリー8世は教皇庁と袂を分かちイングランド国教会を設立し、手続をさかのぼって「婚姻の無効」を認めさせアンとの結婚を強行した。結果キャサリンの娘メアリー（後のメアリー1世）は王女から庶子となった。
ヘンリー8世は世継ぎ欲しさに次々と王妃を取り替えたため、この処遇はエリザベスにも降りかかることになった。庶子として処遇されていたこの異母姉妹の王位継承権の回復ができたのは、ヘンリー8世の6人目の王妃となったキャサリン・パーによる働きかけがあったからであったとされる。異母弟であるエドワード6世の没後にクーデターによりメアリー1世は王位につき、彼女が死ぬとエリザベスが王位に就いた。しかし、ヘンリー8世の姉を母方の祖母に持つスコットランド女王メアリー・スチュアートは、カトリックの教義上はエリザベスは庶子であり、自分のほうがイングランド王位継承にふさわしいと主張し、カトリック諸国も同調したが、彼女は貴族の反乱によって亡命していたイングランドでエリザベス暗殺計画に関与した罪により処刑されている。
宗教的にも法的にも一夫一婦制ではない時代の日本でも、出生時は正室の子として嫡子であったものの、後に父が実母より格上の家から正室を迎えて実母が側室とされたため、正嫡から外されて庶子となってしまった足利家氏（斯波氏の祖）のような例もある。

## イスラム世界
イスラームはその宗教法であるシャリーアによって一夫多妻制が明文化されている稀有な文化である。しかし一口にイスラム世界といっても、時代的にも地理的にも広大な範囲をカバーしており、時代によって、また国・地域によっても差異がある。
シャリーアによればイスラム男性は4人まで妻を持つことが許される。この妻の間に順位はなく、4人とも「正妻」であるとされる。カリフなどイスラムの王侯貴族や一部の富裕商人はいわゆるハレム（後宮）を形成する。オスマン帝国のスルタンのハレムはその最大のもので、1000人を越す女たちがいたといわれ、しばしば日本の大奥と比較される。ハレムを構成するのは正室と側室、さらにその世話をする女奴隷であるが、これらの女奴隷は主人の実質的な妾であって、歴代のカリフ・スルタンらには女奴隷が生母という出自を持つものが少なくない。
イスラムは完全な父長制であり、父親が同じ子供は平等に扱われる。すなわち女奴隷が主人の子供を生むと子供は嫡出子として扱われ、母親は奴隷身分から解放される。またその家に血統の異なる者を入れることで一族の結束が乱れるとの考えから、日本の武家社会とは対照的に養子を迎えることは、建前（シャリーア）の上では禁止されている。その意味でイスラムに庶子の概念はないとも言えるが、母親の出身が相続に影響することがなかったとは言いきれず、生母の身分や出身などが後宮での権力闘争の原因になることもあった。
オスマン帝国では前君主の死後即位した新帝は、王位争いの対抗者になった兄弟たちと妊娠中の前君主の側室を皆殺しにしなくてはならないという掟があったが、この掟は後期には廃止され、替りに新スルタンの兄弟たちはハレム内の幽閉所（黄金の鳥籠）に死ぬまで監禁されることになった。

## 道徳と庶子
モラル（道徳）の禁忌が大きければ、それだけ世俗的権利でも不利になり、結婚を神との契約と考えるキリスト教（特にカトリック）では、庶子には相続権が無く、このため庶子の息子がいるにも拘わらず遠縁の男子が相続権を有するといった人情と離れた事態がおき、様々なドラマを生むことになった。一方、日本では宗教的な禁忌が少なかったため、庶子が相続する例は少なくなかった。また儒教では道徳的な禁忌は少なかったが、世俗的な区別は明確であった。逆にイスラームでは父親が認める限りにおいて、側室や女奴隷の生んだ子供でも嫡出子として扱われた。

## 庶子といわれている歴史上の人物

### 日本
- 桓武天皇
- 藤原道頼
- 藤原国衡
- 平維盛
- 藤原隆忠
- 北条泰時
- 北条時輔
- 織田信忠
- 武田勝頼
- 織田信広
- 吉川広家
- 上杉孝長
- 徳川秀忠
- 真田信吉
- 豊臣秀頼
- 前田利常
- 伊達秀宗 - 伊予国宇和島藩の初代藩主。仙台藩伊達氏との関係は分家ではなく同族別家として扱われた。
- 保科正之
- 上杉定勝
- 徳川吉宗
- 上杉勝煕 - 上杉治憲が秋月家から上杉家に養子入りする内約が成立した翌年に出生したが、庶子との理由でそのまま治憲の養子入りが行われる。
- 市川團十郎 (6代目)
- 井伊直弼
- 松平容保
- 島津久光
- 孝明天皇
- 明治天皇
- 大正天皇
- 吉田茂[3]

### 日本以外のアジア
- 韓起（晋）
- 昭襄王（秦）
- 章帝（後漢）
- 和帝（後漢）
- 孝恭王（新羅）
- 忠定王（高麗）
- 粛宗 （唐）
- 王昌（高麗）
- 王禑（高麗）
- 仁宗（北宋）
- 正統帝（明） - 実は宮人の子で、宣徳帝皇后が実子に擬したという
- 弘治帝（明）
- 景宗（朝鮮）
- 英祖（朝鮮）
- 崇禎帝（明）
- 同治帝（清）
- 荘献世子（朝鮮）
- 純祖（朝鮮）
- ギルバン・ユッダ・ビクラム・シャハ（ネパール王国、ゴルカ朝）
- ラーマ3世（タイ王国、チャクリー王朝）

### ヨーロッパ
- ウィリアム1世 (イングランド王)
- タンクレーディ (シチリア王)
- エンリケ2世 (カスティーリャ王)
- ジョアン1世 (ポルトガル王)
- ジョン・ボーフォート (初代サマセット伯)
- レオナルド・ダ・ヴィンチ
- チェーザレ・ボルジア（軍人）
- ドン・フアン・デ・アウストリア（軍人）
- フアン・ホセ・デ・アウストリア（軍人）
- ルイ＝アレクサンドル・ベルティエ（軍人）
- アルフォンソ・フェッラボスコ2世（音楽家）
- パヴェル・クシーシュコフスキー（音楽家）
- アレクサンドル・ボロディン